# Підводні човни типу «Грейбек»
| ПЧ типу «Грейбек»                                                   | ПЧ типу «Грейбек»                                                  | ПЧ типу «Грейбек»                                                  |
| ------------------------------------------------------------------- | ------------------------------------------------------------------ | ------------------------------------------------------------------ |
| Grayback-class submarine                                            |                                                                    |                                                                    |
|                                                                     |                                                                    |                                                                    |
| Човен «Грейбек» виконує підготовку до запуску крилатої ракети, 1960 |                                                                    |                                                                    |
| Під прапором                                                        | США                                                                | США                                                                |
| Спуск на воду                                                       | 1954—1958 рр (2 човни)                                             | 1954—1958 рр (2 човни)                                             |
| Виведений зі складу флоту                                           | 1958—1964, 1969—1984 рр.                                           | 1958—1964, 1969—1984 рр.                                           |
| Сучасний статус                                                     | 1 утилізований, 1 став музейним експонатом                         | 1 утилізований, 1 став музейним експонатом                         |
| Проєкт                                                              |                                                                    |                                                                    |
| Розробник проєкту                                                   | Portsmouth Naval Shipyard                                          | Portsmouth Naval Shipyard                                          |
| Основні характеристики                                              |                                                                    |                                                                    |
| Швидкість (надводна)                                                | 15 вузлів (28 км/год)                                              | 15 вузлів (28 км/год)                                              |
| Швидкість (підводна)                                                | 12 вузлів (22 км/год)                                              | 12 вузлів (22 км/год)                                              |
| Гранична глибина занурення                                          | 213 м                                                              | 213 м                                                              |
| Автономність плавання                                               | 60 днів (18,5 000 км ходу)                                         | 60 днів (18,5 000 км ходу)                                         |
| Екіпаж                                                              | 84 осіб                                                            | 84 осіб                                                            |
| Розміри                                                             |                                                                    |                                                                    |
| Довжина найбільша (по КВЛ)                                          | 96,8 м                                                             | 96,8 м                                                             |
| Ширина корпусу найб.                                                | 8,28 м                                                             | 8,28 м                                                             |
| Середня осадка (по КВЛ)                                             | 5,8 м                                                              | 5,8 м                                                              |
| Озброєння                                                           |                                                                    |                                                                    |
| Торпедно- мінне озброєння                                           | 4-6 носових і 2 кормових ТА калібру 21 дюймів — 533 мм, 22 торпеди | 4-6 носових і 2 кормових ТА калібру 21 дюймів — 533 мм, 22 торпеди |
| Ракетне озброєння                                                   | 2 КР SSM-N-8 Regulus I або 4 КР SSM-N-8 Regulus II                 | 2 КР SSM-N-8 Regulus I або 4 КР SSM-N-8 Regulus II                 |
| Зображення на Вікісховищі                                           |                                                                    |                                                                    |

Підводні човни типу «Грейбек» — 2 підводні човни ВМС США, котрі були призначені для несення і запусків крилатих ракет з ядерною ГЧ SSM-N-8 Regulus I і SSM-N-8 Regulus II, котрі зберігалися у двох унікальних ангарах, труби завдовжки 21 м, на носі човна. Човен спливав, ракета витягувалася на рейкових візках з ангарів, встановлювалася на пусковий пілон, піднімалась в бойове положення і виконувався запуск.
Пізніше на флоті США ці крилаті ракети були замінені на балістичні ракети Polaris, для несення котрих був спроєктований атомний підводний човен типу «Гелібат». У 1964 році човни цього типу були виведені з експлуатації. Один з них («Грейнбек») був переобладнаний в плавбазу для перевезення бойових плавців (озброєння було зняте, в тому числі і 2 з 6 торпедних апаратів), і в такій якості служив ще з 1969 по 1984 роки). Човни служили на Тихому океані, з базуванням в Перл-Гарборі. Човни виконали 9 бойових походів з КР.

## Представники

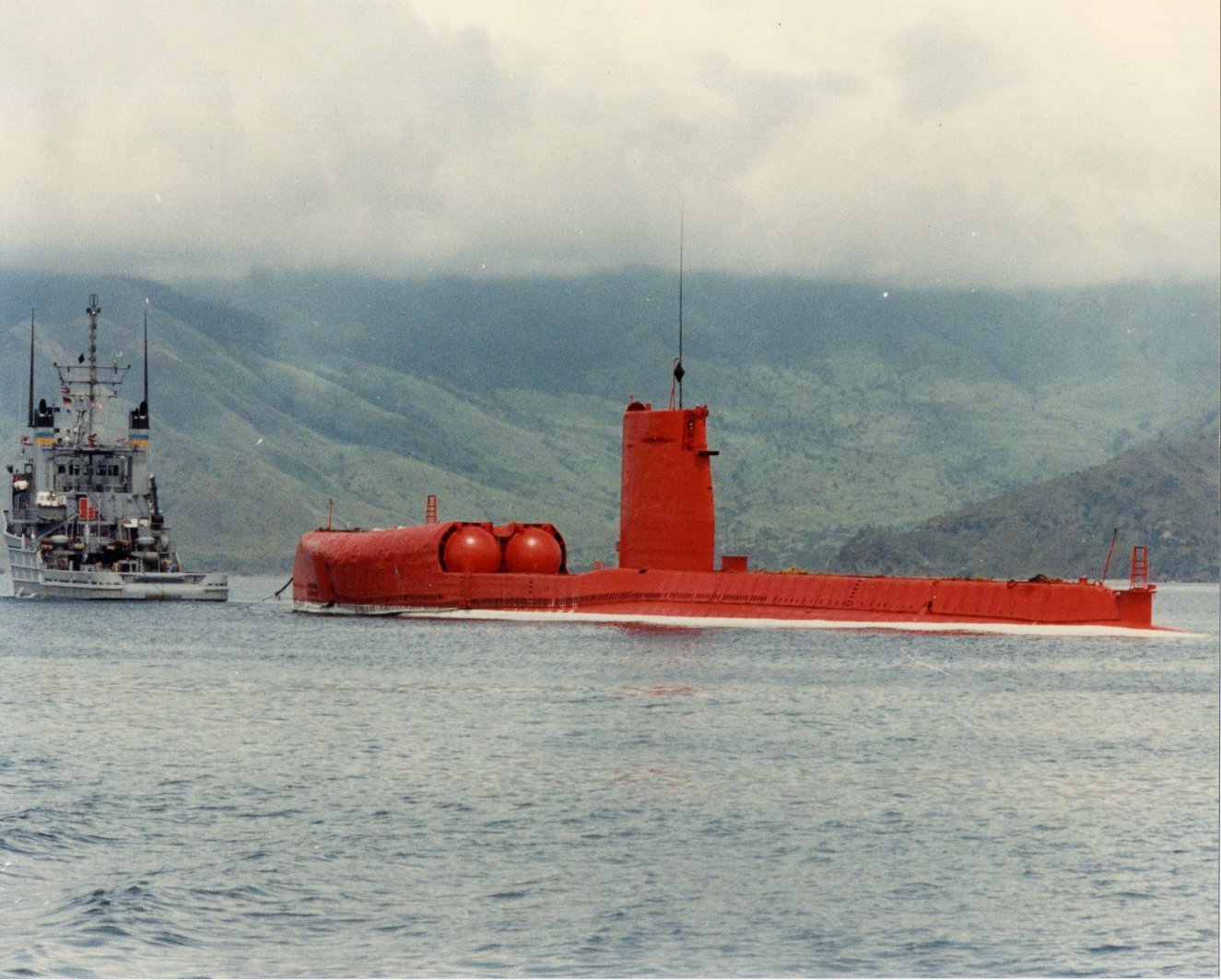
'Грейбек', пофарбований у червоний колір, перед затопленням

| Назва                  | Завод                      | закладений | Спущений на воду | Переданий флоту                          | Виведений з флоту                                | Утилізований                                                                                                   |
| ---------------------- | -------------------------- | ---------- | ---------------- | ---------------------------------------- | ------------------------------------------------ | --- |
| USS Grayback (SSG-574) | Mare Island Naval Shipyard | 10.03.1951 | 1.06.1957        | 7.03.1958 (повернутий на флот 9.05.1969) | 25.05.1964 (вдруге виведений з флоту 15.01.1984) | 16.01.1984, затоплений                                                                                         |
| USS Growler (SSG-577)  | Portsmouth Naval Shipyard  | 31.07.1954 | 15.02.1955       | 15.04.1958                               | 25.05.1964                                       | 5.06.1993, став музейним експонатом в Intrepid Sea-Air-Space Museum (Музей моря, повітря і космосу) в Інтрепід |